# 小行星25658
小行星25658（25658 Bokor）是一颗绕太阳运转的小行星，为主小行星带小行星。该小行星于2000年1月20日发现。

## 轨道参数
小行星25658的轨道半长轴为349 019 194 km，2.3330160 UA，离心率为0.111。